# Combretum bipindense
Combretum bipindense är en tvåhjärtbladig växtart som beskrevs av Adolf Engler och Diels. Combretum bipindense ingår i släktet Combretum och familjen Combretaceae. Inga underarter finns listade i Catalogue of Life.